# 神戸市立西神中学校
神戸市立西神中学校（こうべしりつ せいしんちゅうがっこう）は、兵庫県神戸市西区にある公立中学校。

## 沿革
- 1990年（平成2年）4月1日 - 神戸市立平野中学校から分離
- 1995年（平成7年）1月17日 - 阪神・淡路大震災に伴い、3月7日まで休校。
- 1998年（平成10年）10月18日 - ジュニアオリンピック陸上女子100mH優勝
- 2000年（平成12年）8月23日 - 全国中学校総体陸上男子400m優勝
- 2001年（平成13年）10月26日 - 兵庫県中学校新人戦男子バスケットボール優勝
- 2006年（平成18年） - 水泳女子近畿大会・全国大会出場
- 2007年（平成19年）
  - 7月28日 - 兵庫県中学校総体サッカー準優勝(近畿大会出場)
  - 8月8日 - 兵庫県中学校総体水泳女子総合3位(全国大会出場)
- 2008年（平成20年）8月9日 - 近畿中学校総体水泳女子団体優勝(全国大会出場)
- 2010年（平成22年）
  - 7月21日 - 陸上部男子3000m近畿総体出場
  - 8月8日 - 野球部全国ベスト8

## 校区
- 神戸市立竹の台小学校
- 神戸市立美賀多台小学校

## 部活動

### 運動部
- 野球部
- サッカー部
- 陸上競技部
- 男子バスケットボール部
- 男子卓球部
- 女子ソフトテニス部
- 女子バレーボール部

### 文化部
- 吹奏楽部
- 芸術部

## 制服
- 男子　
  - 冬服はブレザー、カッターシャツ、スラックスである。
  - 夏服はカッターシャツ、スラックスである。
- 女子　
  - 冬服はブレザー、ブラウス、ジャンパースカートである。
  - 夏服はブラウス、ジャンパースカートである。

## 卒業生
- 嶋洋平（ミュージシャン:アレンジャー）
- 山本亮（陸上選手）

## 交通アクセス
- 神戸市営地下鉄 西神中央駅から徒歩20分
- 神戸市営地下鉄 西神中央駅からバスで10分

## 校区が隣接している学校
- 神戸市立平野中学校
- 神戸市立櫨谷中学校
- 神戸市立押部谷中学校